# Пулопулова къща
Пулопуловата къща (на гръцки: Οικία Πουλόπουλου) е къща в град Лерин, Гърция.

## Местоположение
Къщата е разположена на улица „25 март“ № 6.

## История
Построена е в междувоенния период и е собственост на Илияс Пулопулос.
В 1995 година къщата е обявена за паметник на културата.

## Архитектура
Сградата е на два етажа с еклектична архитектура.